# Marvin Gaye
Marvin Gaye (/ɡeɪ/; tên khai sinh Marvin Pentz Gay Jr.; 2 tháng 4 năm 1939 – 1 tháng 4 năm 1984) là ca sĩ, nhạc sĩ nhạc soul và nhà sản xuất thu âm người Mỹ. Gaye khởi nghiệp với việc xây dựng thành công cho hãng Motown thập niên 1960, ban đầu dưới vai trò nghệ sĩ khách mời và sau này là ca sĩ solo với nhiều bản hit như "How Sweet It Is (To Be Loved By You)" và "I Heard It Through the Grapevine", song ca cùng Mary Wells, Kim Weston và Tammi Terrell và được người hâm mộ gọi là Hoàng tử Motown hay Hoàng tử nhạc soul.
Trong thập niên 1970, Gaye thu âm 2 album chủ đề là What's Going On và Let's Get It On và trở thành một trong những nghệ sĩ đầu tiên chia tay Motown trong thời kỳ thống trị của hãng đĩa này.
Những sản phẩm sau này của Gaye có ảnh hưởng lớn tới R&B đương đại, bao gồm các tiểu thể loại neo-soul và quiet storm. Sau thời kỳ bị kiện ở châu Âu vì tội trốn thuế đầu thập niên 1980, Gaye trở lại Mỹ và cho phát hành ca khúc đoạt giải Grammy "Sexual Healing" cùng album Midnight Love.
Ngày 1 tháng 4 năm 1984, chỉ 1 ngày trước sinh nhật lần thứ 45, Gaye bị cha của mình là Marvin Gay Sr. sát hại bằng súng trước cửa nhà ở West Adams, Los Angeles. Sau cái chết của anh, rất nhiều giải thưởng và danh hiệu đã được truy tặng để tôn vinh Gaye, bao gồm Giải Grammy Thành tựu trọn đời, Đại sảnh Danh vọng R&B và Đại sảnh Danh vọng Rock and Roll.

## Danh sách đĩa nhạc
- The Soulful Moods of Marvin Gaye (1961)
- That Stubborn Kinda Fellow (1963)
- When I'm Alone I Cry (1964)
- Hello Broadway (1964)
- How Sweet It Is to Be Loved by You (1965)
- A Tribute to the Great Nat "King" Cole (1965)
- Moods of Marvin Gaye (1966)
- I Heard It Through the Grapevine (1968)
- M.P.G. (1969)
- That's the Way Love Is (1970)
- What's Going On (1971)
- Trouble Man (1972)
- Let's Get It On (1973)
- I Want You (1976)
- Here, My Dear (1978)
- In Our Lifetime (1981)
- Midnight Love (1982)

## Phim
- 1965: T.A.M.I. Show (phim tài liệu)
- 1969: The Ballad of Andy Crocker (phim truyền hình)
- 1971: Chrome and Hot Leather (phim truyền hình)
- 1973: Save the Children (phim tài liệu)